# Anne Clarke
Anne Clarke, född 1806, död efter 1847, var en australiensisk teaterdirektör och skådespelare. Hon blev den första kvinnliga teaterdirektören i Australien som direktör för Theatre Royal, Hobart på Tasmanien 1840-47. 
Anne Clarke kom från England till Tasmanien år 183a. Detta var endast två år efter att teaterverksamhet hade introducerats till Australien i Sydney, ett år efter att det hade introducerats till Tasmanien, och tre år före grundandet av Theatre Royal, Hobart. Som direktör på Theatre Royal kom hon att räknas som en av teaterkonstens pionjärer i Australien. Hon engagerade skådespelare från England, som i många fall kom att tillhöra den första generationen berömda scenkonstnärer på fastlandet, och hennes teater kom på 1860-talet att omnämnas som en rollmodell för teater i Australien. Hon fick under sin tid som direktör fick högt beröm för sin konstnärliga kvalitet och ekonomiska sinne, men befolkningen på Tasmanien var för liten för att en teater i längden kunde bära sig, och hon fick 1847 avsluta sin karriär. 